# 95. vestlige længdekreds
Den 95. vestlige længdekreds (eller 95 grader vestlig længde) er en længdekreds, der ligger 95 grader vest for nulmeridianen. Den løber gennem Ishavet, Nordamerika, Stillehavet, det Sydlige Ishav og Antarktis.